# Liste der Einträge im National Register of Historic Places im Webster County (Missouri)

Lage des Webster Countys in Missouri

Die Liste der Einträge im National Register of Historic Places im Webster County in Missouri führt die Bauwerke und historischen Stätten im Webster County auf, die in das National Register of Historic Places aufgenommen wurden.

## Legende
| NRHP | Historic Place    |
| HD   | Historic District |

## Aktuelle Einträge
| [ 3 ] | Name                                | Bild                      | Eintragsdatum        | Lage                                                                                                 | Ort        | Beschreibung |
| ----- | ----------------------------------- | ------------------------- | -------------------- | --- | ---------- | ------------ |
| 1     | Hosmer Dairy Farm Historic District |                           | 1996 ID-Nr. 96000549 | Co. Farm Road 522, Rund 8 km südwestlich der Kreuzung mit der MO Route E 37° 21′ 33″ N, 93° 1′ 40″ W | Marshfield |              |
| 2     | Col. Thomas C. Love House           | Col. Thomas C. Love House | 1985 ID-Nr. 85000108 | Abseits der Rt. 1 37° 11′ 20″ N, 92° 43′ 48″ W                                                       | Seymour    |              |